# Kosów Poleski (stacja kolejowa)
Kosów Poleski (biał. Косава-Палескае, ros. Коссово-Полесское) – stacja kolejowa w miejscowości Niechaczewo, w rejonie iwacewickim, w obwodzie brzeskim, na Białorusi. Leży na linii Moskwa - Mińsk - Brześć.
Nazwa stacji pochodzi od pobliskiego miasta Kosów (dawniej Kosów Poleski).

## Historia
Stacja powstała w XIX w. na drodze żelaznej moskiewsko-brzeskiej pomiędzy stacjami Domanowo i Bereza (Pogodino). Początkowo nosiła nazwę Kosowo.